# Второй шанс (фильм, 1953)
«Второй шанс» (англ. Second Chance) — фильм нуар режиссёра Рудольфа Мате, который вышел на экраны в 1953 году.
Фильм рассказывает о романе, который разворачивается в Мексике между американским боксёром, планирующим вернуться на чемпионский уровень (Роберт Митчем), и находящейся в бегах бывшей девушкой гангстера (Линда Дарнелл), за которой охотится влюблённый в неё профессиональный киллер (Джек Пэланс), получившей задание убить её как опасного свидетеля. Кульминацией картины стала сцена борьбы между персонажами Митчема и Пэланса в вагончике канатной дороги, который грозит в любой момент сорваться в пропасть.
Значительная часть фильма снималась на натуре в Мексике. Фильм был сделан в трёхмерном цветном варианте в системе «Текниколор». Это был первый трёхмерный фильм студии RKO Radio Pictures.
Фильм имел коммерческий успех и был хорошо принят критиками, главным образом благодаря блестящей постановке эпизода в вагоне канатной дороги.

## Сюжет
Прибывший из Нью-Йорка бухгалтер Эдвард Доусон (Милбёрн Стоун) заселяется в гостиничный номер в мексиканском городке Порто-Олиено. Доусон работает на гангстера Вика Спалато, в отношении которого ведётся расследование комиссией по криминальным делам Сената США. Вскоре к Доусону заходит направленный Спалато киллер по имени Кэппи Гордон (Джек Пэланс), который обвиняет бухгалтера в том, что тот нарушил запрет босса и сбежал. Доусон отвечает, что не предавал Спалато, а скрылся в Мексике из страха быть арестованным властями. Кэппи выясняет у Доусона адрес бывшей подружки Спалато, певицы Клер Синклер (Линда Дарнелл), которая также скрывается в Мексике, после чего хладнокровно убивает бухгалтера двумя выстрелами в упор.
На следующее утро в Сан-Кристобале во время завтрака в гостинице Клер, прочитав в газете об убийстве Доусона, решает немедленно бежать. В лифе она оказывается вместе с известным американским боксёром Рассом Ламбертом (Роберт Митчем) и его менеджером Чарли Маллоем (Рой Робертс). Расс приглашает Клер на свой сегодняшний бой с мексиканцем Риверой. Спустившись в холл, Клер заказывает у администратора билет на самолёт до Лимы. Тем временем Расса окружает толпа репортёров, которые интересуются его планами после 16 победных боёв в Мексике. Заметив в холле Кэппи, Клер быстро выходит из гостиницы и уезжает на такси, однако Кэппи едет вслед за ней. В поисках своего работодателя, владельца клуба Фелипе (Дэн Сеймур) Клер приезжает на арену для корриды, где должен начаться боксёрский бой с участием Росса. Она сообщает Фелипе, что ей надо срочно уехать, и, так как ей нужны деньги, просит купить у неё пару дорогих серёг. Фелипе соглашается взять серьги за треть стоимости, предлагая ей сделать на всю сумму ставку на Риверу, в случае победы которого она получит выигрыш в троекратном размере. Как объясняет Фелипе, поскольку Расс отказывается использовать свой коронный удар с правой руки, Ривера наверняка его победит.
Тем временем в раздевалке Маллой готовит Расса к бою, уговаривая его применить свой удар с правой, которым Расс перестал пользоваться после того, как случайно убил своего соперника во время боя в Нью-Йорке. После того несчастного случая Расс уехал в Мексику, где отказался от своего коронного удара, в итоге выиграв все свои поединки по очкам. В ходе боя с Риверой несколько раундов проходят в равной борьбе, однако затем Расс своим фирменным ударом посылает Риверу в нокаут. После окончания боя Клер, заметив среди зрителей Кэппи, стремительно направляется к выходу. Она убегает по узким извилистым улочкам города, однако Кэппи упорно преследует её. Когда ей кажется, что Кэппи потерял её из виду, Клер заходит в офис телеграфного агентства, где пишет телеграмму в сенатскую комиссию по криминальным делам, сообщая, что даст показания против Спалато, и просит обеспечить ей надлежащую защиту. Появившийся в этот момент Кэппи выхватывает телеграмму у Клер, после чего грубо обнимает её и объясняется в любви. Кэппи говорит, что он защитит её в случае, если она согласиться бежать вместе с ним. Клер вырывается из его рук, после чего забегает в один из богатых частных домов. Оттуда она звонит Фелипе с просьбой передать Рассу, который беседует с поклонниками в баре, немедленно приехать на встречу с ней. Сразу после отъезда Расса в баре появляется Кэппи, который угрозами заставляет Фелипе сказать, где находится Клер.
Расс находит Клер, и они направляются на прогулку по городу, которая заметно их сближает. По предложению Расса они решают проехаться на канатной дороге в уединённую деревушку Ла Камбре, которая расположена на самой вершине неприступной горы. Поднявшись в деревню, они заходят в ресторан, где наблюдают за фейерверком по случаю очередной фиесты, а затем прогуливаются по торговым рядам, наслаждаясь праздником. Расс покупает Клер местную шаль, выясняя у торговца, что последний вагон канатной дороги сегодня уже ушёл, и они смогут вернуться в Сан-Кристобаль только на следующий день. Не зная, что за ними наблюдает Кэппи, Клер и Расс отправляются на рыночную площадь, где танцуют на местной свадьбе, а затем вместе со всеми наблюдают за молодой мексиканской парой, исполняющей зажигательный сексуальный танец. В этот момент появляется Васко (Родольфо Ойос-младший), немолодой ревнивый муж танцовщицы, который грубо отталкивает танцора и в ярости уводит жену с площади. Расстроенные увиденным, Клер и Расс уходят. Они продолжают прогулку по городу, и при лунном свете Расс целует Клер. Клер опасается дальнейшего сближения, говоря, что они совсем не знают друг друга. Однако, как выясняется, Рассу известно о её былых связях со Спалато, на что она заявляет, что с ним давно и навсегда покончено. Расс предлагает забыть про то, что было в прошлом, и начать жить заново. Они приходят в гостиницу, где обнимают и целуют друг друга.
На следующее утро за завтраком в гостинице Расс сообщает Клер, что после следующего боя возвращается в Штаты, чтобы продолжить свою карьеру там, уговаривая Клер ехать вместе с ним в Нью-Йорк. Рассу не терпится сообщить о своём решении менеджеру, и он уходит, чтобы сделать тому звонок. Разговор Расса с Маллоем слышит Кэппи, который сидит в ресторане за столиком поблизости. Вскоре Клер поднимается в номер, и Кэппи заходит следом за ней. Когда они остаются наедине, ревнивый Кэппи набрасывается на Клер с поцелуями. Напуганная Клер соглашается бежать с Кэппи при условии, что тот не будет трогать Расса, так как опасается, что в противном случае киллер убьёт боксёра. Кэппи под честное слово выпускает Клер из номера, договариваясь о встрече с ней на пересадочной станции канатной дороги. В баре гостиницы они видят Расса, и Клер знакомит его с Кэппи, который вскоре уходит в город. Клер говорит Рассу, что слишком сильно его любит, после чего они целуются. Затем Клер, сославшись на необходимость побыть одной, уходит.
Расс ждёт Клер в ресторане, и когда она не появляется, он мчится к канатной дороге, запрыгивая в вагон, когда тот уже тронулся с места. В вагоне Расс видит Васко с маленьким сыном. Васко конвоирует в город полицейский Эрнандес (Сальвадор Багес), арестовав того за убийство жены прошлой ночью. Также в вагоне едет парочка английских туристов, молодая мексиканская пара, кондуктор (Сандро Гиглио) и техник. Всё ещё не зная о том, кто такой Кэппи и о его намерениях, Расс выводит с Клер на открытую площадку. Он пытается добиться от неё, почему она так неожиданно сбежала, однако Клер говорит, что просто передумала. Во время пересадки в другой вагон на середине маршрута на Клер набрасывается Кэппи, начиная из ревности душить её. Расс замечает Клер, когда та уже потеряла сознание, он подхватывает её и на руках относит в вагон. Некоторое время спустя Клер приходит в себя, и, увидев на борту Кэппи, тихо шепчет Рассу, что он вооружённый убийца, который заставил её бежать вместе с ним. Расс выводит Кэппи на открытую площадку, чтобы разобраться с ним. После взаимного обмена ударами вагон начинает страшно раскачиваться, и Эрнандес разнимает их. По просьбе Расса он обыскивает Кэппи, однако не находит у того оружия. В этот момент один из канатов, по которым движется вагон, обрывается, и техник, который в этот момент находился на крыше, от резкого толчка срывается и падает в пропасть. Вагон начинает качать, и дальше он не идёт. Так как вагон застрял посередине пути и последний канат может в любой момент оборваться, кондуктор заявляет, что их может спасти только чудо.
Не видя другого выхода, находящиеся на борту пассажиры принимают решение, что кто-то должен спуститься вниз по верёвке, после чего, раскачавшись, перепрыгнуть на ближайшую скалу, и оттуда уже добраться за помощью на ближайшую станцию. Васко, которому нечего терять, добровольно вызывается рискнуть своей жизнью. Однако, спустившись по верёвке и начав раскачиваться, он не успевает зацепиться за скалу и падает вниз, разбиваясь насмерть. Тогда вызывается Расс, которому удаётся перебраться на скалу, и он уходит за помощью. После полутора часов ожидания английский турист, мистер Уоберн (Реджинальд Шеффилд) заявляет, что в спасательный вагон поместится только шесть человек, а кабель вышедшего из строя вагона не продержится до второго захода. Он предлагает, чтобы места в первую очередь были предоставлены трём женщинам и мальчику, а оставшиеся два места разыграть между четырьмя мужчинами. В этот момент все замечают, как по параллельному канату приближается Расс на спасательной люльке. Воспользовавшись ситуацией, Кэппи выхватывает револьвер из кобуры Эрнандеса, после чего убивает полицейского и заявляет остальным, что он уедет на люльке вдвоём с Клер. Когда Расс переходит в вагончик, Кэппи, угрожая оружием, загоняет всех на крышу. Однако, улучив момент, Расс набрасывается на Кэппи, выбивая из его рук револьвер. Начинается драка, в ходе которой они выскакивают на крышу, и в конце концов, Рассу удаётся своим фирменным ударом послать Кэппи в пропасть. Все пассажиры садятся в первую спасательную люльку и уезжают, но вскоре подходит и вторая люлька, в которую успевают сесть Расс и Клер вместе с кондуктором, после чего канат окончательно обрывается и вагон падает в пропасть. Кондуктор говорит: «Какая красивая катастрофа!», а Расс и Клер крепко обнимают друг друга.

## В ролях
- Роберт Митчем — Расс Ламберт
- Линда Дарнелл — Клэр Шеппард, она же Клэр Синклер
- Джек Пэланс — Кэппи Гордон, он же мистер Уолтерс
- Рой Робертс — Чарли Маллой
- Дэн Сеймур — Фелипе, управляющий баром
- Фортунио Бонанова — Мэнди, владелец гостиницы
- Сандро Гиглио — кондуктор в фуникулёре
- Реджинальд Шеффилд — мистер Уоберн, английский турист
- Маргарет Брюстер — миссис Уоберн, английская туристка
- Родольфо Ойос-младший — Васко, муж-убийца
- Ричард Вера — Пабло, сын Васко
- Морис Хара — Фернандо, жених
- Джуди Уолш — Мария, невеста
- Сальвадор Багес — офицер Эрнандес
- Милберн Стоун — Эдвард Доусон, бухгалтер Вика Спилато
- Абель Фернандес — Ривера, боксёр из Сан-Кристобаля

## Создатели фильма и исполнители главных ролей
Фильм делала опытная команда специалистов в жанре фильм нуар. Так, режиссёр Рудольф Мате помимо успешной операторской карьеры, поставил такие фильмы нуар, как «Тёмное прошлое» (1948), «Мёртв по прибытии» (1950), «Станция Юнион» (1952) и «Запрещено».
Роберт Митчем сыграл свои лучшие нуаровые роли в фильмах «Из прошлого» (1947), «Перекрёстный огонь» (1947), «Большой обман» (1949), «Женщина его мечты» (1951), «Ангельское лицо» (1953) и «Ночь охотника» (1955).
Линда Дарнелл снялась в таких фильмах нуар, как «Хэнговер-сквер» (1945), «Падший ангел» (1945), «Тринадцатое письмо» (1951) и «Ночь без сна» (1952).
Джек Пэланс был известен по нуаровым лентам «Паника на улицах» (1950), «Внезапный страх» (1952), а также приключенческому фильму «Дворцы Монтесумы» (1951). Позднее он сыграл в фильмах нуар «Большой нож» (1955), «Я умирал тысячу раз» (1955) и «Дом чисел» (1957).
По информации Американского института киноискусства, как Роберт Митчем, так и Джек Пэланс в прошлом были профессиональными боксёрами. Абель Фернандес, который сыграл Риверу, был настоящим боксёром в Мексике, и эта картина стала для него дебютом на экране.

## История создания фильма
По словам историка кино Фрэнка Миллера, «в 1953 году студия RKO переживала корпоративный кризис. Студия не работала в течение нескольких месяцев из-за попыток владельца Говарда Хьюза продать её покупателям, которые, как выяснилось, были связаны с организованной преступностью». Из-за этого сделка была отменена, и студия пребывала в неопределённом положении, пока Хьюз не вернул её себе с прибылью. И, как пишет Миллер, «чтобы снова занять достойное место в бизнесе, Хьюзу требовалось что-то впечатляющее». Хьюз выбрал для этой цели историю о боксёре, который в Мексике сходится с девушкой гангстера в бегах, после чего вынужден противостоять мафиозному киллеру. Развязка истории разворачивается в вагоне канатной дороги, который в любой момент может упасть в пропасть, и чтобы придать финальному эпизоду большую зрелищность, Хьюз решил снимать картину в 3D, новой технологии, на которую возлагали надежды как на способ вернуть телезрителей обратно в кинотеатры.
Как далее пишет Миллер, «Хьюз также надеялся воспользоваться впечатляющей фигурой Линды Дарнелл, снимая её в 3D. Звёздная красавица всегда восхищала магната». Ходили слухи, что Хьюз даже предлагал выкупить Дарнелл у одного из её мужей, оператора Певерелла Марли (англ. Peverell Marley). Когда Дарнелл ушла со своей родной студии 20th Century Fox, Хьюз попытался переманить её на свою студию RKO. Однако, по словам Миллера, «после ухода с Fox Дарнелл прибавила в весе и отказалась носить обтягивающие костюмы, которые подобрал для неё Хьюз. Вместо этого гламурная звезда провела большую часть времени в консервативном костюме».
Согласно информации «Голливуд Репортер» от апреля 1951 года, в основу истории фильма был положен недавний реальный случай в Рио-де-Жанейро, в котором вагон канатной дороги с четырнадцатью пассажирами сломался и завис над заливом на 10 часов. Как отмечает кинообозреватель «Нью-Йорк таймс» Босли Краузер, очевидно, что Дональд Маршман, который написал историю для фильма, «был вдохновлён инцидентом с воздушным трамваем в Рио-де-Жанейро пару лет назад. Место действия истории — Южная Америка, а природа этой почти что катастрофы очень напоминает случай из реальной жизни. За исключением гибели человека при попытке привезти помощь, спустившись по канату, и кулачного боя на открытой площадке, это почти что эпизод в Рио».
Как отмечено на сайте Американского института киноискусства, «это был первый трёхмерный фильм студии RKO и первый стереофонический фильм студии. Фильм также был выпущен и в стандартном двухмерном варианте». По словам Миллера, когда «исполнитель главной роли Роберт Митчем увидел сценарий, у него не было сомнений в том, что трёхмерное изображение станет единственным привлекательным моментом фильма». Перед этим он неоднократно жаловался на нелепость сюжета, и в результате студия была вынуждена взять дополнительного сценариста, чтобы его доработать. Им стал бывший журналист Сидни Бём, который был автором хита того сезона, фильма нуар «Большая жара» (1953). Кроме того, студия была вынуждена учесть требование мексиканского правительства, которое не давало разрешения снимать на натуре, пока из сценария не будет удалено слово tamale (тамале, пирожок), которым на сленге называют латинских женщин. Кроме того, правительство потребовало убрать реплику Митчема: «Латиноамериканские мужчины бьют своих женщин регулярно раз в неделю, а если этого не происходит, то женщины будут по битью скучать».
По информации «Голливуд Репортер», мексиканская часть фильма снималась в Таско около Мехико и в Куэрнаваке. Как отмечает Миллер, «съёмки в Мексике вряд ли стали плюсом для фильма». После нескольких недель съёмок в Таско у компании было только несколько кадров бегущих по городским улицам Митчема и Дарнелл, сделанных с подвесной камеры. Боксёрские эпизоды на открытом воздухе, которые снимались в Куэрнаваке, также шли в проблемами. По словам критика, «там было так жарко, что Митчем, который имел боксёрский опыт, совсем не был похож на победителя боя. От жары он обвис и ослабел. А местные статисты так пялились в камеру, что режиссёр Рудольф Мате в конце концов был вынужден переснять всё с самого начала, когда группа вернулась в Голливуд».
Как далее пишет Миллер, во время съёмок в Мексике произошёл нехороший эпизод из разряда тех, «которые обожали поклонники Митчема». Студия организовала для Митчема и Пэланса участие в благотворительном мероприятии по сбору средств для мексиканского отделения организации «Бойз-таун» (англ. Boys Town). Появление Митчема на сцене, чтобы вручить пожертвование в 5 тысяч долларов, было омрачено нападением на него каких-то буйных американских студентов. Когда один из студентов дал звезде по лицу, тот дал ему в ответ. Люди из пиар-службы быстро увели обоих актёров в соседний ночной клуб, где завязалась другая драка — на этот раз с пьяным генералом, который стал вести себя с Пэлансом слишком фамильярно. Когда раздались выстрелы, Митчем увёл обеих жён в лимузины в то время, как Пэланс прикрывал их отход, бросив в стрелявших стол.
По информации Миллера, по возвращении в Голливуд Митчем и Пэланс подрались уже между собой. Во время их решающей схватки на готовой вот-вот оборваться канатной дороге Пэланс, который любил завести себя перед своими сценами, слишком разошёлся и ударил Митчема в голову. Звезда ответила тяжёлым ударом Пэлансу в живот, и экранного злодея тут же вырвало прямо на звезду. По словам Митчема, это было одно из его самых любимых впечатлений от пребывания на студии. Этот фильм был последним для Митчема на студии RKO, завершив его 10-летний контракт со студией.

## Оценка фильма критикой

### Общая оценка фильма
Согласно информации журнала Variety от сентября 1953 года, несмотря на высокую стоимость трёхмерных съёмок и стереофонических копий, а также ограниченное количество театров, оснащённых оборудованием для демонстрации трёхмерных фильмов, фильм имел хорошие кассовые результаты. Как отметил Миллер, несмотря на хаос на этапе производства, в итоге получился «успешный напряжённый триллер», который «не только хорошо показал себя в прокате, но и получил достойные отзывы, особенно, за финальный напряжённый эпизод. Единственные крупные замечания касались трёхмерного процесса, от которого критики и зрители уже стали уставать».
Кинообозреватель «Нью-Йорк таймс» Босли Краузер отметил «напряжённую, увлекательную кульминацию картины», в которой «после обрыва троса канатной дороги маленький вагончик головокружительно болтается на одной нити, в то время, как горстка его измученных пассажиров отчаянно пытается избежать своей зияющей судьбы». Обратив внимание на стереоскопическую съёмку, критик тем не менее посчитал, что при просмотре картины она только мешает остроте восприятия той драматической ситуации, которую «умно сочинил Д. М. Маршман». На самом деле, ничего и того, что происходит — в частности, драка с выпадами и раскачиванием между Джеком Пэлансом и Робертом Митчемом на открытой площадке раскачивающегося вагончика — не требует «создания тусклого и сомнительного усиления умеренной иллюзии глубины. Ощущение грани катастрофы, которое возбуждает действие, и без того достаточно глубоко». Однако, по мнению критика, «то, что происходит до этого эпизода, не вызывает особого доверия. Подводка к воздушному приключению не только искусственна, но и медленна», включая развитие романа между Митчемом и Линдой Дарнелл, и угрозу, которую несёт Джек Пэланс в роли киллера. Как полагает Краузер, «бессмертное любовное чувство, которое развивается между парой на вершине горы во время беззаботной фиесты — механическое и обыденное». Но как только они садятся в вагон канатной дороги, «любовная драма начинает трещать по швам. А как только этот канат обрывается, картина превращается в хаос захватывающего ужаса и саспенса. Каждое малейшее движение фуникулёра, который держится на волоске, заставляет акрофоба трястись от страха». Краузер также отмечает, «мексиканский фон картины, придающий ей латинскую атмосферу», резюмируя, что в фильме «достаточно колорита и предельного возбуждения, чтобы компенсировать небольшое неудобство от трёхмерного эффекта».
Современный кинокритик Деннис Шварц отметил, что этот «трёхмерный фильм снят в красивом цветном, с пастельными оттенками Текниколоре». По мнению киноведа, «этот приятный триллер сделан в простой манере без какого-либо глубокого смысла, кроме идеи о том, что жизнь даёт вторые шансы». Шварц подчеркнул, что интерес зрителя поддерживается благодаря «напряжённости истории», а также «харизматичной игре трио в составе глумящегося злодея Джека Пэланса и сексуальных звёзд Роберта Митчема и Линды Дарнелл». По словам критика, «сцены в сломанном фуникулёре полны саспенса, экшна и героики, и приводят к сильной кульминации этой небольшой по масштабам работы».
Как написал Крейг Батлер, «главным достоинством фильма является его захватывающий, напряжённый финал, и это действительно нечто». По мнению критика, у фильма в принципе «довольно шаблонный сюжет, однако шаблон срабатывает хорошо. Трудно спокойно усидеть на месте, когда наблюдаешь за зависшим фуникулёром на потрёпанном канате. Если бы остальной фильм был бы столь же хорош, это было бы сплошное наслаждение». Однако, «к сожалению, большая часть того, что этому предшествует, довольно обыденно. Сюжет написан небрежно, с банальными ситуациями и плоскими характерами», и его «несфокусированность и отсутствие должного развития начинают раздражать».
По мнению историка кино Майкла Кини, «фильм уделяет слишком много времени роману между Митчемом и Дарнелл, однако увлекательная кульминация достойна ожидания». Хэл Эриксон отметил, что «даже если не принимать во внимание трюки с трёхмерным изображением и стереофоническим звуком», получился «блестящий саспенс-фильм», который «медленно стартует, но затем быстро переходит в напряжённый финал».

### Оценка работы режиссёра и творческой группы
Краузер отметил «умелую работу режиссёра Рудольфа Мате», особенно при создании «остроты и напряжённости» в кульминационном эпизоде картины.
Батлер также заключил, что «режиссёрская работа Рудольфа Мате отлична, он точно попадает во все ноты и принимает ясные решения, даже если некоторые из этих нот звучат знакомо, он всё равно сыграет их в полную силу». Критик также обратил внимание на «операторскую работу Уильяма Снайдера, которая представляет определённый интерес», однако из-за «решения снимать в трёхмерном варианте слишком много времени было потрачено впустую на бессмысленные кадры „эффектов“».

### Оценка актёрской игры
Краузер отметил, что динамику и напряжённость кульминационному эпизоду фильма обеспечивают не только Митчем и Пэланс, но и Сандро Гиглио в роли кондуктора канатной дороги, Рудольфо Ойос-младший в роли парня, который, съезжая по канату, срывается в долину, а также Реджинальд Шеффилд и Сальвдор Багез, которые «добавляют ещё парочку напряжённых моментов».
Батлер полагает, что «Митчем выглядит хорошо, а Дарнелл выглядит завораживающе, но их игра не более чем хороша». Что же касается Джека Пэланса, то он пришёлся «очень кстати в этом фильме в одной из своих фирменных чрезмерных ролей».
По мнению Кини, «Митчем чересчур уж расслаблен, почти скучает, но зато Пэланс потрясающ в роли похотливого киллера». Кроме того, обращают на себя внимание Гиглио в роли «отважного, правильного кондуктора фуникулёра, и Ойос в роли женоубийцы, которого конвоируют в тюрьму».